# 34743 Kollipara
34743 Kollipara è un asteroide della fascia principale. Scoperto nel 2001, presenta un'orbita caratterizzata da un semiasse maggiore pari a 3,0831966 au e da un'eccentricità di 0,1849562, inclinata di 0,68939° rispetto all'eclittica.